# Potentiel effectif
Le potentiel effectif est une expression mathématique de l'énergie d'un corps en interaction gravitationnelle.

## Démonstration
La loi de conservation de l'énergie mécanique implique qu'en l'absence de forces dissipatives, l'énergie mécanique {\displaystyle E_{m}} reste constante.
L'objectif est d'exprimer cette énergie mécanique sous la forme : {\displaystyle E_{m}={\frac {1}{2}}mv^{2}+U_{eff}(r)}
La conservation du moment cinétique implique que {\displaystyle mr^{2}{\dot {\theta }}=L_{0}}.
En coordonnées polaires, la vitesse s'écrit {\displaystyle v^{2}={\dot {r}}^{2}+r^{2}{\dot {\theta }}^{2}} ; il vient alors :
{\displaystyle E_{m}={\frac {1}{2}}mv^{2}+{\frac {k}{r}}={\frac {1}{2}}m{\dot {r}}^{2}+{\frac {1}{2}}mr^{2}{\dot {\theta }}^{2}+{\frac {k}{r}}={\frac {1}{2}}m{\dot {r}}^{2}+\left[{\frac {L_{0}^{2}}{2mr^{2}}}+{\frac {k}{r}}\right]}
On aboutit ainsi à une équation reliant l'énergie cinétique radiale à un potentiel uniquement radial, le potentiel effectif :
{\displaystyle U_{\text{eff}}={\frac {L_{0}^{2}}{2mr^{2}}}+{\frac {k}{r}}}
somme d'un terme gravitationnel en {\displaystyle +{\frac {1}{r}}} et d'un terme rotationnel en {\displaystyle +{\frac {1}{r^{2}}}}.

Représentation graphique des 3 situations en fonction de l'énergie potentielle du corps

On peut alors étudier le mouvement radial à l'aide d'une courbe : pour une énergie {\displaystyle E_{m}} donnée, le domaine de {\displaystyle r} possible est délimité par la courbe : 
- pour {\displaystyle E<0}, on trouve deux valeurs limites, l'une inférieure et l'autre supérieure : il s'agit du péricentre et de l'apocentre d'une ellipse ;
- pour {\displaystyle E=0}, la valeur supérieure est renvoyée à l'infini : la trajectoire est celle d'une parabole ;
- pour {\displaystyle E>0}, il n'y a pas de limite supérieure : la trajectoire est donc une hyperbole.